# Adenocarpus complicatus
Adenocarpus complicatus är en ärtväxtart som först beskrevs av Carl von Linné, och fick sitt nu gällande namn av Claude Gay. Adenocarpus complicatus ingår i släktet Adenocarpus och familjen ärtväxter.
Blomman är orange-gul.

## Underarter
Arten delas in i följande underarter:
- A. c. anisochilus
- A. c. aureus
- A. c. commutatus
- A. c. complicatus
- A. c. nainii

## Bildgalleri

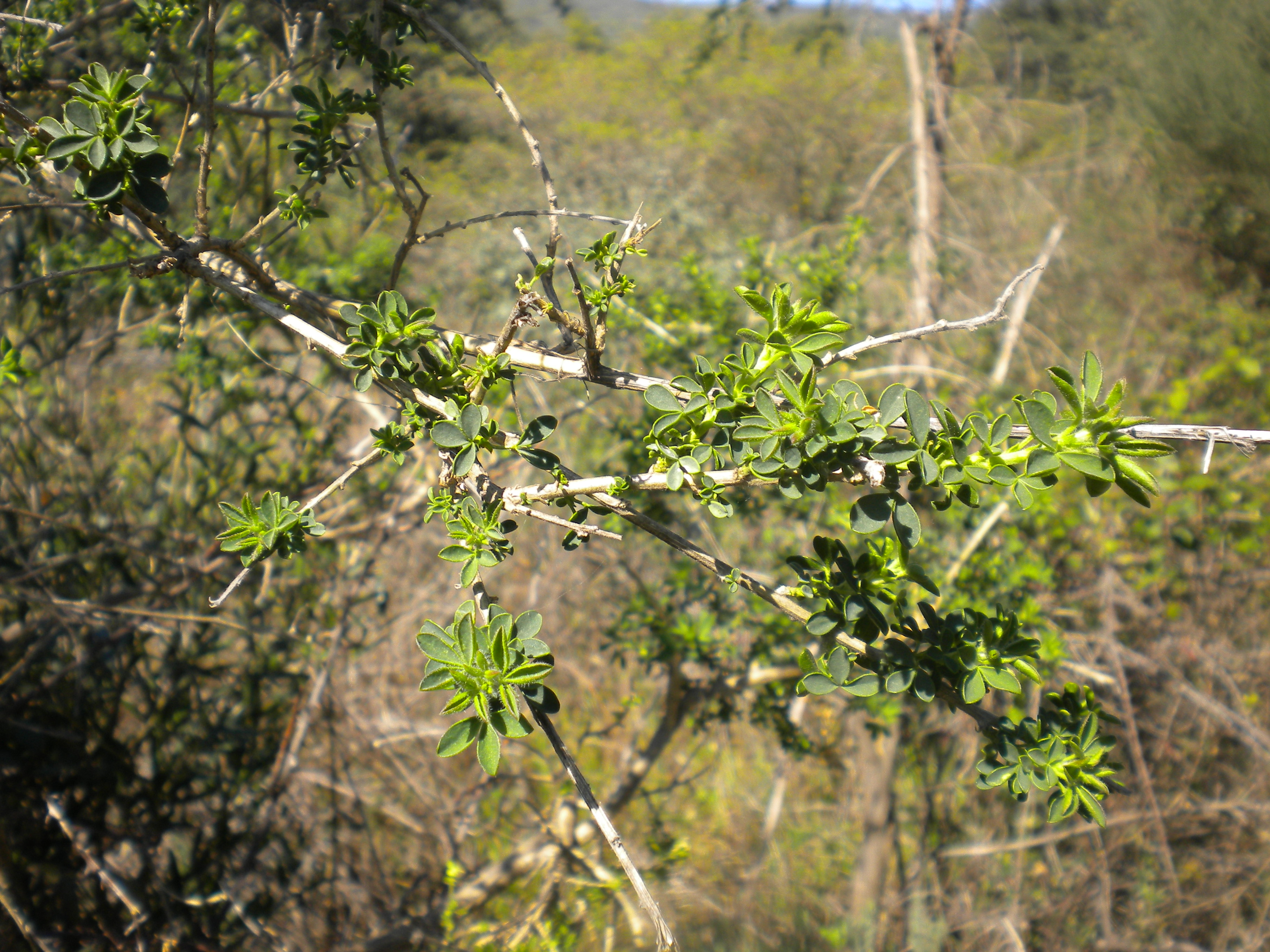
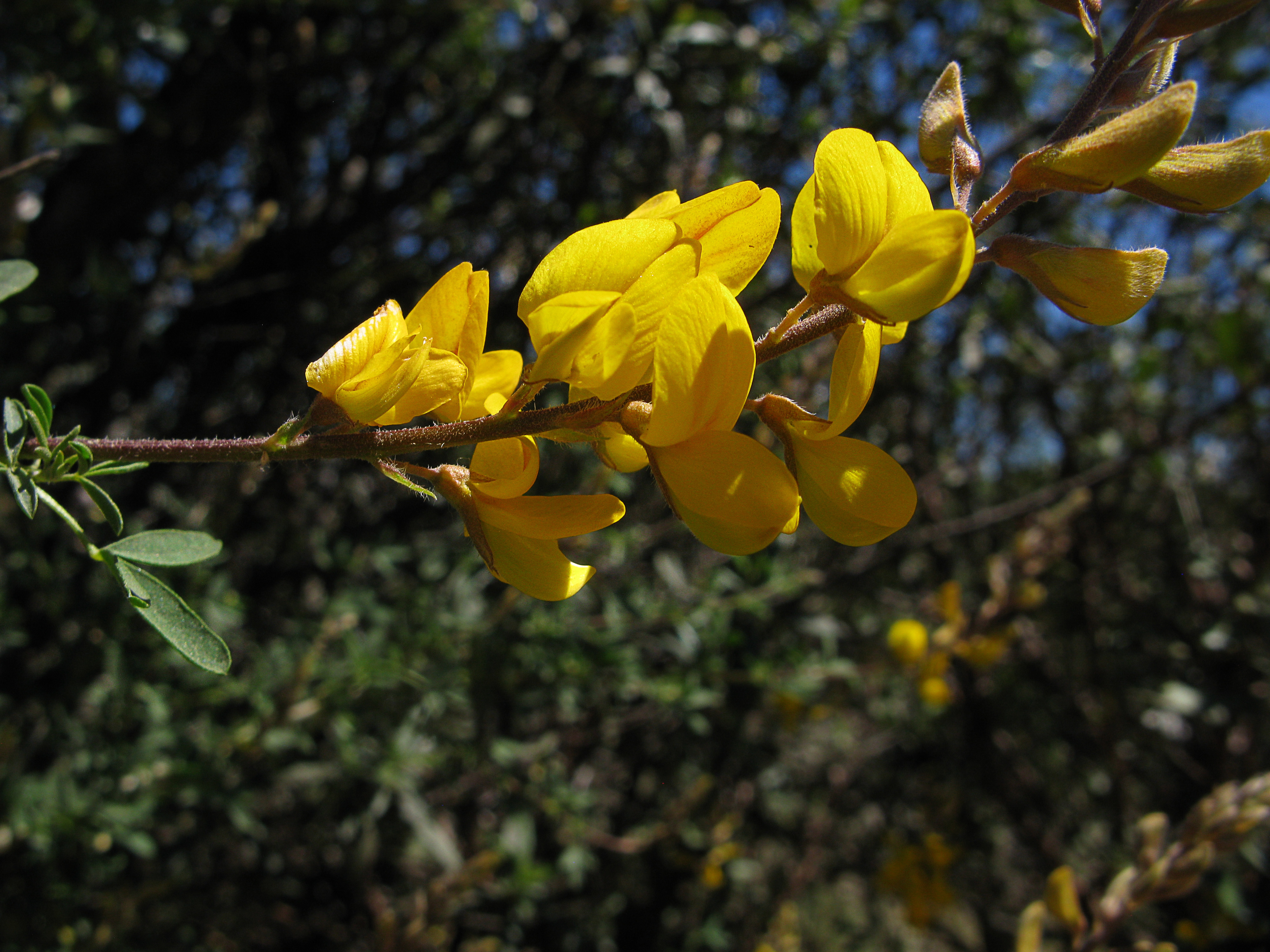